# 州長 (美國)

州長或總督的所属政党：
民主黨
新进步党
共和黨
无党籍

美国的州長（英語：Governor）是第一級行政區——州的最高行政首長，負責統籌州內的行政部門事宜。
根據美國憲法，除了聯邦政府的權力之外，其餘權力均留給各州。因此，美國州長的權力，相對一般國家來說較大。此外，美國的州長均由民選產生，但任期不一，一些州份對州長的任期連任次數設限制，如加州、特拉華州和阿肯色州；一些州份則不設限，如紐約州和伊利諾州。
美國州長的英語原名為「governor」。除50個州的州長外，美國5個屬地的行政長官也稱為「governor」，中文通常譯作「總督」。歷史上，美國海外領地未建州時，總督也由總統任命，但現存5個屬地（波多黎各、美屬處女群島、美屬薩摩亞、北馬里亞納群島、關島）的總督皆由民選產生，他們也是全國州長協會（National Governors Association）的會員。美國唯一沒有「governor」的第一級行政區是首都華府，其行政長官是市長（Mayor）。